# Повесть о неизвестном актёре
«Повесть о неизвестном актёре» — советский фильм-драма режиссёра Александра Зархи, снятый в 1976 году. В кинопрокат фильм попал в 1977 году.

## Сюжет
Павел Павлович Горяев — немолодой актёр. Много лет он играет в провинциальном театре на ведущих ролях. Режиссёр спектакля по пьесе, которую писали в расчёте на Горяева, берёт на его роль молодого актёра. Горяев поначалу впадает в отчаяние, уходит из театра, обращается к друзьям. Через некоторое время он переосмысливает случившееся и понимает, что наступило время достойно уйти со сцены.

## Производство
Александр Зархи отмечал, что фильмом «отдал дань уважения чеховскому „Калхасу“».

## В ролях
- Евгений Евстигнеев — Павел Павлович Горяев
- Алла Демидова — Ольга Сергеевна Светильникова
- Игорь Кваша — Виктор Ильич Верещагин
- Катя Гражданская — Катя
- Ангелина Степанова — Мария Бенедиктовна Горяева
- Игорь Старыгин — Вадим Горяев
- Владислав Стржельчик — Михаил Сергеевич Тверской
- Валентин Гафт — Роман Семёнович Знаменский, режиссёр
- Михаил Кононов — Петя Стрижов
- Николай Трофимов — Пётр Фомич
- Владимир Пицек — Гриша Курочкин
- Павел Винник — Ферапонтов
- Борис Битюков — Лузанов

## Отзывы
Семён Ласкин: «Посмотрел плохой фильм „Повесть о неизвестном актёре“» и сразу же вспомнил свой Советск — хороший театрик. И пожалел, что я не съездил с труппой в какую-либо поездку. К странной жизни прикоснулся я. Чистой. Вне честолюбия. И самоотверженной. […] Вот написать бы об этом — театр, актёры, работа, выступления перед 10 старухами, разговоры…".
Как отмечала Наталья Зеленко в издании «Спутник кинозрителя»: «В этом фильме актёры играют актёров. Фильм открывает перед зрителями дверь за кулисы театра — ту самую дверь, на которой обычно висит строгая табличка: „Вход посторонним воспрещён“… Три актёрских судьбы, три разных характера. Авторы не судят своих героев — просто предлагают поразмыслить над тем, кто счастливее и почему».

## Съёмочная группа
- Режиссёр-постановщик — Александр Зархи
- Сценаристы: Владимир Валуцкий, Александр Зархи
- Оператор — Петр Шумский
- Композитор — Альфред Шнитке
- Художник — Георгий Колганов
- Режиссёр — Л. М. Черток
- Монтажёр — Нина Васильева